# Tomasz (Demczuk)
Tomasz, imię świeckie Wadim Borisow Demczuk (ur. 9 marca 1983 w Bielcach) – rosyjski biskup prawosławny.

## Życiorys
Pochodzi z rodziny robotniczej, został ochrzczony jako dziecko i wychowany w duchu religijnym. Po ukończeniu szkoły średniej w rodzinnych Bielcach wstąpił do ławry Troicko-Siergijewskiej, gdzie uczył się początkowo na kursach dla katechetów, a w 2002 r. został przyjęty do moskiewskiego seminarium duchownego. Od 2007 r., gdy ukończył naukę w seminarium, był posłusznikiem w Ławrze. Następnie podjął studia na Moskiewskiej Akademii Duchownej, kończąc je w 2010 r. 22 kwietnia 2008 r. biskup siergijewo-posadski Teognost, namiestnik Ławry, postrzygł go w riasofor, nie nadając mu nowego imienia mniszego. 22 stycznia 2009 r. został wyświęcony na hierodiakona, natomiast 10 kwietnia 2009 r. złożył wieczyste śluby mnisze, przyjmując imię zakonne Tomasz na cześć św. Apostoła Tomasza. Święceń kapłańskich udzielił mu 27 lutego 2011 r. arcybiskup siergijewsko-posadski Teognost.
W 2012 r. został przeniesiony do służby w monastyrze Dońskim. Od 2013 r. był ekonomem monasteru, zaś od 2015 r. starszym kapelanem cerkwi Ikony Matki Bożej „Władająca” przy Zarządzie Głównym Ministerstwa Spraw Wewnętrznych Rosji ds. bezpieczeństwa ekonomicznego i przeciwdziałaniu korupcji na terenie miasta Moskwy. W grudniu 2015 r. powierzono mu ponadto obowiązki asystenta namiestnika monastyru Dońskiego ds. administracyjnych i liturgicznych.
4 maja 2017 r. został nominowany na biskupa gdowskiego, wikariusza eparchii pskowskiej. W związku z tą decyzją otrzymał 10 maja tego samego roku godność archimandryty. Jego chirotonia biskupia odbyła się pod przewodnictwem patriarchy moskiewskiego i całej Rusi Cyryla w dniu 2 lipca 2017 r. w cerkwi św. Eufrozyny Moskiewskiej w Moskwie.
Postanowieniem Świętego Synodu z 14 lipca 2018 r., został przeniesiony na katedrę urżumską.
26 lutego 2019 r. został mianowany namiestnikiem Monasteru Dońskiego i przeniesiony do eparchii moskiewskiej miejskiej jako jej wikariusz, z tytułem biskupa bronnickiego. W roku następnym został namiestnikiem ławry Troicko-Siergijewskiej.
W 2021 r. został ordynariuszem nowo utworzonej eparchii siergijewoposadzkiej z tytułem biskupa siergijewoposadzkiego i dmitrowskiego. Był również przewodniczącym cerkiewnej komisji ds. rozwoju ruchu pielgrzymkowego i wystawień relikwii.
W 2022 roku został odwołany z zajmowanej dotąd katedry i przeniesiony do eparchii pokrowskiej jako jej ordynariusz z tytułem biskupa pokrowskiego i nowouzieńskiego.
15 maja 2025 roku decyzją Świętego Synodu został zwolniony z zarządzania Eparchią Pokrowską i odesłany na emeryturę.